# Иус
Иус — река в России, протекает в Ханты-Мансийском АО. Устье реки находится в 98 км по левому берегу реки Воръя. Длина реки составляет 39 км.

## Притоки
- 3 км: Щучья
- 26 км: Малый Иус
- 29 км: Средний Иус
- 31 км: Большой Иус

## Данные водного реестра
По данным государственного водного реестра России относится к Иртышскому бассейновому округу, водохозяйственный участок реки — Конда, речной подбассейн реки — Конда. Речной бассейн реки — Иртыш.